# Julien Aubert
Pour les articles homonymes, voir Aubert.
Julien Aubert, né le 11 juin 1978 à Marseille, est un haut fonctionnaire et homme politique français.
Membre des Républicains, il est élu député dans la 5e circonscription de Vaucluse lors des élections législatives de 2012, puis réélu en 2017, mais il est battu en 2022. Il est aussi conseiller régional de Provence-Alpes-Côte d'Azur de 2015 à 2021.
Il est secrétaire général adjoint des Républicains de 2017 à 2019 et préside le mouvement d'inspiration gaulliste Oser la France, qu'il a fondé en 2017. En 2023, il est nommé vice-président des Républicains par Éric Ciotti, fonction qu'il conserve sous Bruno Retailleau.

## Situation personnelle

### Jeunesse et études
Né à Marseille, sa famille paternelle est originaire de Sault en Vaucluse. Il est fils unique, de père pharmacien né à Carpentras et de mère inspectrice des douanes. Son grand-père, Félix Aubert, était résistant dans le Maquis Ventoux.
Il intègre l'Institut d'études politiques de Paris (1999, section Service Public), où il a comme professeur Henri Guaino, auquel il se lie. Diplômé, il fait un master à l'université Johns-Hopkins (SAIS) de Washington, puis intègre l'École nationale d'administration au sein de la promotion Léopold Sédar Senghor,, (2002-2004).

### Carrière à la Cour des comptes
Julien Aubert travaille pendant cinq années à la première chambre de la Cour des comptes, chargé des affaires économiques et du contrôle du ministère des Finances[réf. nécessaire].
Après sa défaite en 2022, il retourne à la Cour des comptes.

### Autres activités
Julien Aubert a été enseignant vacataire au sein de la préparation aux concours administratifs de Sciences Po Paris.
Il est membre de la promotion 2013 des « Young Leaders » de la French-American Foundation.

### Vie privée
Il se marie en 2017 à Sarah Boualem, petite-fille du bachaga Boualam, militaire et homme politique français. Engagée en politique, elle est élue à Marseille.

## Parcours politique

### Député de Vaucluse
Élu en 2012 dans la cinquième circonscription de Vaucluse, il est réélu en 2017.

#### Premier mandat (2012-2017)
Julien Aubert se présente lors des élections législatives de 2012 dans la cinquième circonscription de Vaucluse, créée par le redécoupage électoral de 2010. Sa suppléante est Dominique Santoni, maire d'Apt depuis 2015 et conseillère départementale de Vaucluse. Au premier tour, il arrive en seconde position avec 26,27 % des suffrages exprimés en ballotage avec le candidat socialiste Jean-François Lovisolo (35,27 %) et la candidate du Front national Martine Furioli-Beaunier (24,41 %). Cependant, cette dernière se retire pour « faire barrage à la gauche ». Ce désistement, l'un des deux seuls effectués par un candidat du Front national lors de ce scrutin, est condamné par la direction du parti. Le 17 juin, au second tour, Julien Aubert devient député avec 50,33 % des voix dans un duel face à Jean-François Lovisolo (49,67 %). L'Express affirme un an plus tard que le retrait de la candidate frontiste aurait été lié à un accord secret PS/FN entre les deux-tours des législatives, dont Martine Furioli-Beaunier n'aurait pas voulu être complice. À l'été 2015, La Provence et Le Canard enchaîné annoncent, avec lettres et courriels à l'appui, que c'est au contraire Julien Aubert et le sénateur UMP Alain Dufaut qui auraient négocié ce retrait. Le dernier jour du dépôt des candidatures pour le second tour, Aubert avait notamment écrit au directeur de campagne de la candidate frontiste : « Je m'engage, au nom de l'UMP, à aider Mme Furioli pour les investitures futures et à lui trouver un poste. ». Quelques jours plus tard, La Provence reconnaît qu'il n'y a pas eu d'accord UMP/FN, Madame Furioli ayant publiquement disqualifié la version donnée par le mail publié par Le Canard enchaîné. Nicolas Sarkozy et les instances du parti Les Républicains ont réaffirmé leur confiance en Julien Aubert, rappelant que « son combat depuis trois ans, notamment aux municipales de Carpentras, démontre son engagement sans faille au service des valeurs des Républicains ».
Concernant le FN/RN, lui déclare que ce vote est « le fruit d'une désespérance sociale. Mon rêve, c'est une combinaison Villiers, Pasqua, Séguin : incarner une droite sociale qui suppose une relation charnelle à ce pays, garder une colonne vertébrale, et promouvoir la liberté d'entreprendre et l'innovation ».
Jeune député, il fonde avec six autres nouveaux députés de moins de 40 ans les « Cadets-Bourbon ». Ce groupe, composé notamment avec Damien Abad et Gérald Darmanin, visait à « mettre à profit ce quinquennat d'opposition pour renouveler l'UMP et la droite française ».
Il se spécialise dans la transition énergétique au sein de la commission du développement durable et de l'aménagement du territoire, comme coprésident du groupe d'études Énergies, à partir de décembre 2012 et en qualité de membre titulaire du Conseil national de la transition écologique depuis septembre 2013. Il dirige avec le député Daniel Fasquelle « L'autre débat sur la transition énergétique », contre-propositions de l'UMP au projet de loi sur la transition énergétique du gouvernement, puis est l'orateur de l'UMP lors du débat de ce texte à l'Assemblée et vice-président de la commission spéciale chargée d'examiner le projet de loi. En juin 2016, il appelle la Droite, et les candidats aux primaires, à se doter d'une véritable stratégie énergétique.
Il préside la mission d'information parlementaire relative à la faisabilité technique et financière des installations nucléaires créée au cours de l'été 2016. Son rapport est publié le 1er février 2017, mais il se montre critique envers les conclusions du rapporteur de la mission.
Il se fait également remarquer sur les bancs de l'Assemblée, en menant le combat législatif contre le projet de loi en faveur du mariage pour tous et en ciblant la ministre de la Justice d'alors, Christiane Taubira,.
En 2013, le magazine L'Expansion le classe 6e parmi les trente-huit nouveaux députés de l'opposition pour son activité, notamment par le nombre de ses interventions dans l’hémicycle et le nombre de rapports parlementaires.
Pour avoir refusé à deux reprises de féminiser le titre de président de l'Assemblée nationale, contre le règlement de l'Assemblée nationale, Julien Aubert fait l'objet le 7 octobre 2014 d'un rappel à l'ordre avec inscription au procès-verbal (le privant d'un quart de son indemnité parlementaire mensuelle). Julien Aubert a contesté cette décision du Bureau de l'Assemblée, qu’il qualifie de « déni de droit », relevant notamment que l'Académie française s'oppose à la féminisation des noms de fonctions. Pourtant, le 10 octobre de la même année l'Académie française lui donne tort.
Il est classé par Capital 42e député le plus actif sur 577.

#### Second mandat (2017-2022)
Il est candidat à sa réélection aux élections législatives de 2017 dans la cinquième circonscription de Vaucluse, avec pour suppléant Claude Melquior. Il l'emporte à l'issue du second tour contre le sociologue Jean Viard, en rattrapant son retard de 13 points du premier tour, avec 50,89 % des voix. Il est élu vice-président du groupe Les Républicains à l'Assemblée nationale.
Dans le cadre du groupe d'études sur les enjeux économiques de la filière industrielle énergétique, il organise une table ronde entre les opposants et les partisans du compteur Linky mis en place par Enedis ainsi que les autorités publiques concernées. Il préconise par la suite de laisser une possibilité de refuser le nouveau compteur pour les personnes électrosensibles.
En pleine crise des « Gilets jaunes », Julien Aubert est interrogé par l'émission Quotidien, et ne peut donner le montant du prix du gasoil (il serait à 1,20 euro selon lui). Il se justifie aussi en déclarant que c'est sa « femme et ses assistants qui font le plein », créant une polémique. En écho à la demande par les Gilets jaunes d'instaurer le référendum d'initiative citoyenne, il dépose une proposition de loi pour « rendre le référendum d'initiative partagée plus démocratique », en divisant par trois le nombre de signataires nécessaires (1,5 million de Français) et le soutien de quatre parlementaires issus de quatre groupes différents. Pour Gilles Richard, cette initiative « montre à quel point les boussoles sont affolées chez Les Républicains, où tous les voyants sont au rouge ».
Il est condamné en mai 2021 pour le licenciement d’une collaboratrice ayant travaillé quatre ans pour lui.
Candidat à sa réélection lors des élections législatives de 2022, Julien Aubert est éliminé à l’issue du premier tour le 12 juin 2022, auquel il arrive en quatrième position avec 17,17 % des suffrages. Il retourne alors à la Cour des comptes. En 2024, il refuse de repartir dans son ancienne circonscription électorale, et de bénéficier de l’accord avec le Rassemblement national conclu par Éric Ciotti. Il s’abstient sur l’exclusion du président du parti en bureau politique, estimant que la querelle politique n’a pas à être réglée devant les tribunaux.

### Élections municipales de 2014 à Carpentras
En juillet 2013, il est investi par l'UMP pour les élections municipales de Carpentras, dans un contexte politique marqué par la très forte poussée du Front national qui vise une victoire dans cette ville. Il choisit pour slogan « Relevons le défi, relevons Carpentras ». Concurrencé par une liste soutenue par l'UDI, la liste de Julien Aubert arrive en 3e position derrière le PS et le FN. Conformément à ce qu'il avait promis pendant la campagne, Julien Aubert ne se retire pas du second tour, ni ne fusionne, et applique la stratégie du « ni-ni ». Le candidat socialiste est réélu pour un second mandat avec 44,45 % contre 42,14 % pour le candidat FN. Julien Aubert, lui, arrive en dernière position avec 13,39 % des voix.

### Conseiller régional de Provence-Alpes-Côte d'Azur

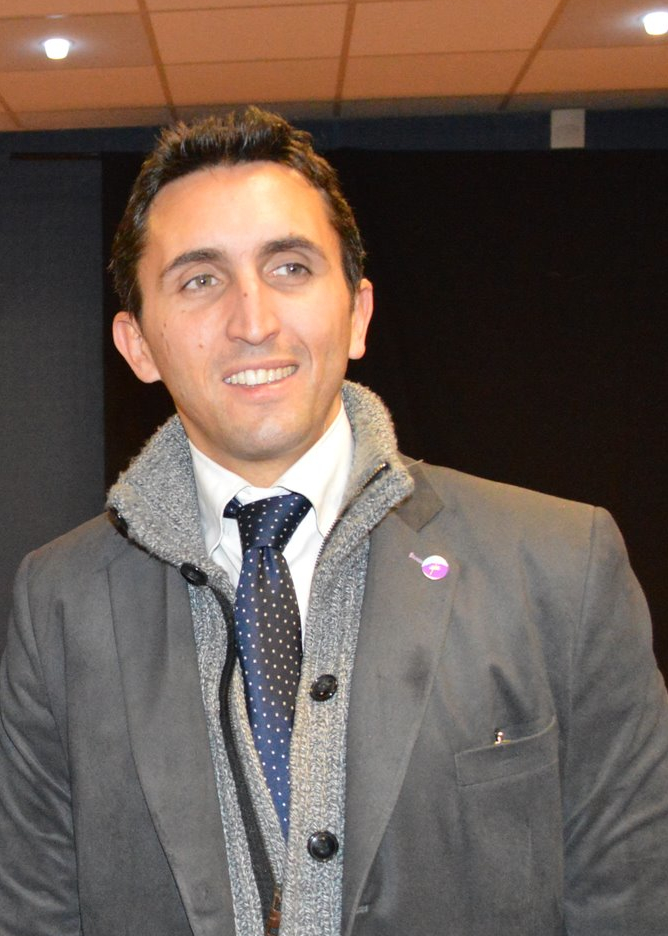
Julien Aubert en 2014.

En mai 2015, Julien Aubert est investi comme tête de liste Les Républicains dans le Vaucluse pour les élections régionales de décembre 2015 en Provence-Alpes-Côte d'Azur, derrière Christian Estrosi, face à Marion Maréchal-Le Pen. Élu, il est nommé 3e vice-président de la région chargé des Finances et de la rationalisation des dépenses.
Il reste 3e vice-président de la région chargé des finances et de la rationalisation des dépenses, jusqu'au 18 juin 2017, date à laquelle la loi sur le cumul des mandats l'oblige à faire le choix de son mandat parlementaire. Il redevient donc simple conseiller régional.
Il exprime son scepticisme face à la proposition du nouveau président Renaud Muselier sur le projet d'un parc naturel régional au Mont Ventoux.

## Prises de position
Julien Aubert adhère au Rassemblement pour la République le 13 mai 1998, et devient la même année, à 20 ans, stagiaire auprès de Thierry Mariani à raison d'une journée par semaine.
Séguiniste, secrétaire général de l'Association des députés gaullistes depuis septembre 2012, Julien Aubert adopte la position politique du « gaullisme social et souverainiste » de Henri Guaino, et sur le plan économique, il souhaite « libérer la pensée économique de la doxa austéritaire et néolibérale »,. Il a annoncé à plusieurs reprises avoir pris ses distances avec la stratégie de Thierry Mariani alors que celui-ci se rapprochait du Front national.
En 2021, il refuse de faire partir de l’accord en région PACA avec Renaissance et est débarqué de la liste de Renaud Muselier. Il perd alors son mandat de conseiller régional. 
La même année, il soutient Éric Ciotti lors du congrès des Républicains. Il s'oppose après l'élection présidentielle de 2022 à une alliance avec le parti d'Emmanuel Macron, idée que défendent d'autres dirigeants LR, estimant nécessaire de « (jouer) collectif et (d’incarner) une droite indépendante 100 % sans Macron » et de « laisser les grenouilles et les traîtres partir ». En 2022, il est l’un des deux piliers de la campagne de Bruno Retailleau contre Éric Ciotti à la présidence du mouvement, et en 2025 réitère son soutien. 
Approché par Éric Ciotti en juin 2024 pour repartir sous les couleurs de LR avec le soutien du Rassemblement national, il décline et reste chez Les Républicains.  
Il est débouté en juin 2022 de la poursuite judiciaire intentée envers le syndicat Sud Éducation 93, et condamné avec quatre parlementaires LR à verser 5 000 euros au syndicat.

### Positions au sein de l'UMP
En octobre 2012, il fait partie des dix-sept députés du groupe UMP (sur 195) à voter contre la ratification du pacte budgétaire européen, expliquant à cette occasion qu'une autre solution aurait dû être trouvée « qui ne mène pas à un fédéralisme déguisé et à la négation politique ».
En novembre 2014, il choisit de soutenir Bruno Le Maire à la présidence de l'UMP, avec trois de ses collègues membres du collectif des « Cadets Bourbon ».
En mai 2016, avec Lionnel Luca, il appelle à la candidature d'un gaulliste aux primaires, un « candidat qui dit non », capable de réconcilier les Républicains avec les électeurs euro-critiques tentés par le vote Front national. Après le forfait d'Henri Guaino aux primaires, il conserve sa neutralité pour le scrutin, qu'il est chargé d'organiser dans le Vaucluse. Il soutient néanmoins François Fillon pour le second tour de la primaire face à Alain Juppé.
Il reconnaît que le député Jacques Bompard a toujours « lutté contre la gauche » et affirme ne pas « mettre la Ligue du Sud et le Front national sur le même plan. Bompard combat le FN et il a toujours été dans la lutte contre la gauche. Il ne joue jamais à qui perd gagne, contrairement à Marion Maréchal-Le Pen ».

### Positions chez Les Républicains
En septembre 2017, Julien Aubert annonce sa candidature à la présidence du parti, dont le congrès aura lieu en décembre 2017 mais renonce début octobre, n'ayant pas réuni le nombre suffisant de parrainages. Il avait soulevé durant la campagne, la contradiction entre l'appel de Laurent Wauquiez à ce que des personnalités se portent candidates tout en cherchant à rassembler pour lui plus de parrainages que nécessaire, ce qui limitait les possibilités de candidatures contre lui.
Après la victoire de Laurent Wauquiez au congrès des Républicains de 2017, il est nommé le 13 décembre de la même année secrétaire général adjoint des Républicains chargé de la formation. Il lance notamment le projet de « l'École des cadres » qui vise au « réarmement idéologique » des responsables locaux du parti, ainsi que « l'École des territoires », qui vise à renforcer la formation des militants.
Le 30 juin 2019 il se déclare candidat à la succession de Laurent Wauquiez à la tête des Républicains,. Candidat à la présidence des Républicains aux côtés de Guillaume Larrivé et Christian Jacob, il se considère comme « David contre Goliath » (où Goliath serait Christian Jacob). Il est battu dès le premier tour et n'est pas reconduit à son poste de secrétaire général adjoint du parti.
D'après le journal en ligne Reporterre, Julien Aubert défendrait sur les questions environnementales des positions « climatofatalistes » qui consistent « à ne pas faire des efforts, puisque d’autres dans le monde n'en feront pas ». Ainsi, dans une intervention à l'Assemblée nationale en juin 2019, il relativise la contribution de la France dans les émissions de gaz à effet de serre mondiales et défend l’industrie nucléaire. Il tient des propos moqueurs au sujet de la militante écologiste Greta Thunberg lors de son passage en France, la qualifiant de « prophétesse en culottes courtes » et de « prix Nobel de la peur ».

### Ouvrages
Le 9 novembre 2016, il publie son premier livre intitulé Salaud d’élu, dans lequel il nuance les accusations régulièrement adressées à la classe politique. Si Julien Aubert admet dans son livre que des élus se croyant au-dessus des lois existent et sont fortement condamnables, il rappelle que ces faits sont ceux d'une petite minorité qui ne sauraient concerner les 27 000 maires des communes de moins de 1 000 habitants qui gagnent moins de 1 000 euros par mois.
Aussi, il développe dans cet ouvrage une vision critique des réformes portées pour lutter contre la crise démocratique, notamment la fin du non-cumul des mandats qui va, selon lui, accroître le décalage entre les élus et les citoyens. Il développe ses propres solutions face à la crise démocratique, qu'il attribue aux révisions successives de la Constitution, qui ont dénaturé l'équilibre dessiné en 1958. Il critique aussi les interventions trop dirigistes de l'Union européenne ainsi que l'absence de cohérence des réformes des collectivités territoriales. Selon lui, une refonte des institutions qui devrait donner un nouveau souffle démocratique passerait par un nouvel équilibre des pouvoirs entre Parlement et gouvernement, avec un rôle pour le président de la République, plus proche de ce qu'il était dans l'esprit des rédacteurs de la Constitution. Ce renouveau démocratique passerait aussi par la mise en place d'un quorum aux élections.

### Mouvement Rassemblement Bleu Lavande
Pour combattre la montée de l'extrême droite au niveau local en Provence-Alpes-Côte d'Azur, il lance en 2013 le « Rassemblement Bleu lavande » en référence au Rassemblement bleu Marine, qu'il accuse de piller la sémantique et l'héritage du général de Gaulle. Dix candidats du Vaucluse, des Alpes-de-Haute-Provence et des Hautes-Alpes signent en décembre 2013 une « Charte du rassemblement bleu lavande » qui reprend cinq engagements moraux de comportement politique : « L'honnêteté, l'honneur, sens de l'intérêt général, rétablissement de l'autorité l'État et du politique, la fierté ». En 2015, sept nouveaux candidats signent la Charte pour les élections départementales, dont Maurice Chabert, qui devient président du conseil départemental de Vaucluse en mars 2015.

### Mouvement Oser la France

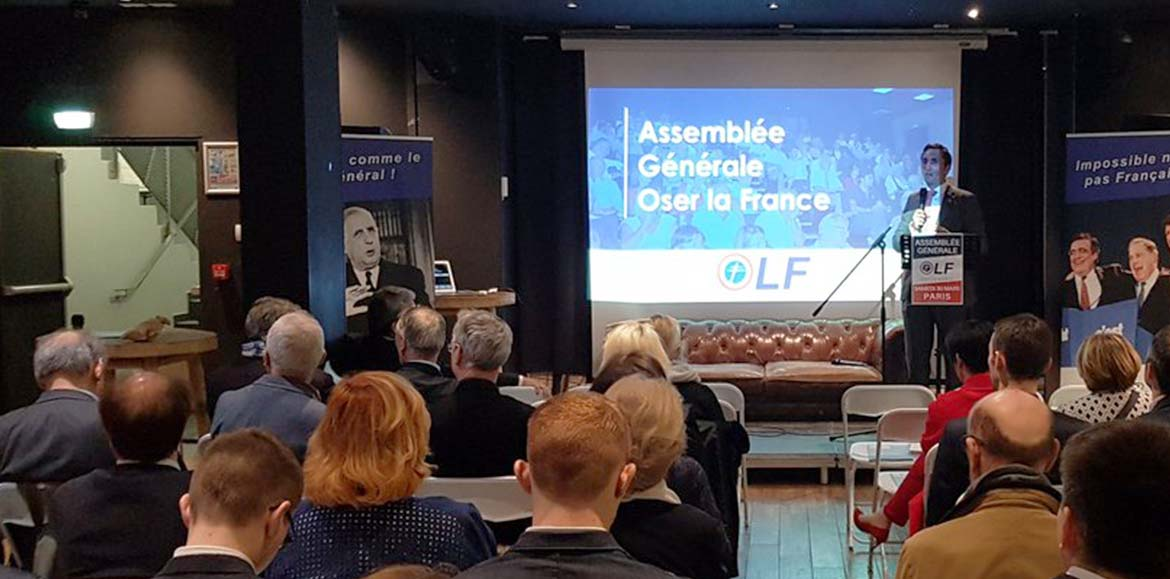
Assemblée générale d'Oser la France en mars 2019.

Oser la France (en abrégé OLF) est un mouvement politique créé le 22 novembre 2017 par Julien Aubert. Ce mouvement est conçu par ses fondateurs comme un laboratoire d'idées de la droite républicaine tout en se voulant ouvert sur l'extérieur du parti Les Républicains. En 2020, il compte 3000 adhérents.
Tout en restant membre des Républicains, il veut faire d'Oser la France un mouvement transpartisan, inspiré du gaullisme et de l'héritage du général de Gaulle. Il cherche à moderniser son idéal pour en faire « une véritable mise à jour ». Il est « ouvert à la fois en interne aux Républicains et vers l'extérieur », avec des chevènementistes et des anciens de Debout la République.
Julien Aubert propose un rapprochement avec Éric Zemmour, dès juin 2021 dans un entretien à L’Express. « Pourquoi Éric Zemmour ne participerait-il pas à un mécanisme de départage des Républicains? Il a toute sa place », lançait alors le parlementaire. « Il n’est pas au RN et peut attirer une partie de l’électorat LR […] LR doit se doter d’un candidat pas Macron-compatible mais courageux et positif sur les questions identitaires ». Finalement, Julien Aubert refuse d’inviter aux Universités d’été d’Oser la France le polémiste après que celui-ci a refusé de participer à la primaire. Lors du congrès désignant le candidat LR à l'élection présidentielle, il soutient Éric Ciotti, puis prend la tête de la cellule riposte de Valérie Pecresse. Il a un candidat du parti d'Éric Zemmour contre lui au moment des élections législatives.
En 2023, il est nommé vice-président des Républicains par Éric Ciotti, après avoir soutenu Bruno Retailleau au congrès de 2022.
Oser la France annonce un rapprochement avec le parti République souveraine avec lequel il tient des universités de rentrée du 23 au 24 septembre 2023 en vue de discuter de la possibilité de constituer une alliance entre souverainistes de gauche et de droite pour les élections européennes. Cette réunion publique nommée Rencontres de la Souveraineté se tient à Nîmes à l'initiative des deux partis.
Cette rencontre accueille de nombreuses personnalités souverainistes comme le prince Joachim Murat, l'ancien ministre Henri Guaino, Charlotte Girard l'une des cofondatrices du Parti de Gauche, François Boulo avocat et figure du Mouvement des Gilets jaunes et le chroniqueur et président de France Souveraine Guillaume Bigot,,. Diverses organisations se réclamant du souverainisme étaient présentes comme l'Appel au peuple ou encore l'Union des Jeunes Souverainistes (UJS).

### Refus du «front républicain»
Alors que la candidate des Républicains à l'élection présidentielle de 2022 Valérie Pécresse affirme dès le soir de sa défaite au premier tour qu'elle « votera en conscience pour Emmanuel Macron pour empêcher l'arrivée au pouvoir de Marine Le Pen et le chaos qui en résulterait », Julien Aubert prend rapidement parti contre un tel positionnement, affirmant dès le lendemain matin qu'il « ne votera pas pour Emmanuel Macron ». Songeant au vote blanc, il argumente son refus du « front républicain » de la manière suivante : « On nous explique que c'est le seul choix possible. Et quand vous avez dans un sondage 50 % de la population qui souhaite voter Marine Le Pen, le fait de dire qu'il faut faire barrage à la moitié de la population, ça commence à poser un vrai problème en République ».
Lors d'un débat sur LCP le 27 juin 2024, il déclare qu'il votera RN en cas de duel avec LFI aux élections législatives, considérant que « le fascisme est davantage chez LFI qu'au RN ».

## Synthèse des résultats électoraux

### Élections législatives
| Année | Parti | Parti | Circonscription | 1er tour | 1er tour | 1er tour | 2d tour | 2d tour | 2d tour | Issue |
| Année | Parti | Parti | Circonscription | Voix     | %        | Rang     | Voix    | %       | Rang    | Issue |
| ----- | ----- | ----- | --------------- | -------- | -------- | -------- | ------- | ------- | ------- | ----- |
| 2012  |       | UMP   | 5e de Vaucluse  | 12 356   | 26,27    | 2e       | 22 628  | 50,33   | 1er     | Élu   |
| 2017  |       | LR    | 5e de Vaucluse  | 8 367    | 20,96    | 2e       | 16 019  | 50,89   | 1er     | Élu   |
| 2022  | 7 044 | LR    | 5e de Vaucluse  | 17,17    | 4e       |          |         |         | Éliminé |       |

### Élections municipales
Les résultats ci-dessous concernent uniquement les élections où il est tête de liste.
| Année | Parti | Parti | Commune    | 1er tour | 1er tour | 1er tour | 2d tour | 2d tour | 2d tour | Sièges obtenus | Sièges obtenus |
| Année | Parti | Parti | Commune    | Voix     | %        | Rang     | Voix    | %       | Rang    | CM             | CC             |
| ----- | ----- | ----- | ---------- | -------- | -------- | -------- | ------- | ------- | ------- | -------------- | -------------- |
| 2014  |       | UMP   | Carpentras | 2 059    | 16,63    | 3e       | 1 776   | 13,39   | 3e      | 2 / 35         | 1 / 24         |

## Publications
- Salaud d'élu, Cent Mille Milliards, 2016.
- Emmanuel le faux prophète : Ce que cache la "révolution" Macron, éditions du Rocher, 2019, 218 p.